# Paul de Pidoll
Paul de Pidoll, eigenlijk Paul Franz Carl Freiherr von Pidoll zu Quintenbach (Luxemburg-Stad, 3 april 1882 – Biscarrosse, 6 december 1954), was een Luxemburgs graficus en kunstschilder.

## Leven en werk
Paul de Pidoll was een zoon van de Oostenrijkse schilder Karl Freiherr von Pidoll (1847-1901) en de Luxemburgse jonkvrouwe Marguerite Fernande Marie von Scherff (1851–1941). Hij bezocht het Joachimsthalsches Gymnasium in Berlijn en volgde een opleiding tot ingenieur. Pidoll trok in de Eerste Wereldoorlog naar Parijs, waar hij schilderles kreeg van historieschilder Fernand Sabatté. Hij trouwde in 1917 met textielontwerpster Andrée Maybaun-Mulder. Vanwege haar Joodse afkomst werd ze in de Tweede Wereldoorlog gedeporteerd en omgebracht in Theresiënstadt.
Pidoll schilderde in olieverf en aquarel, later legde hij zich vooral toe op het maken van houtsnedes en boekillustraties. In 1929 haalde hij de tweede prijs op de Salon des Artistes Français. Hij werd geportretteerd door de Luxemburgse beeldhouwer Auguste Trémont kennen, die hem op doek en in brons vastlegde. Trémont toonde zijn buste van Pidoll onder andere op de Salon de l'Automobile (1933) in Parijs en de Salon du CAL (1936).
Na de Tweede Wereldoorlog verhuisde Pidoll naar Biscarosse, waar hij in 1945 hertrouwde. Hij overleed op 72-jarige leeftijd.

## Enkele werken
- 1926 Illustraties voor Le Spleen de Paris van Charles Baudelaire.
- 1930 Illustraties voor Marc Bruno van Félix Thyes.
- 1932 Illustraties voor  Le Jardin des supplices van Octave Mirbeau.
- 1932 Illustraties voor Hélène, dialogue lyrique van Paul Bourget.
- 1942 Illustraties voor Triptychen van Jérôme Doucet.

Werken
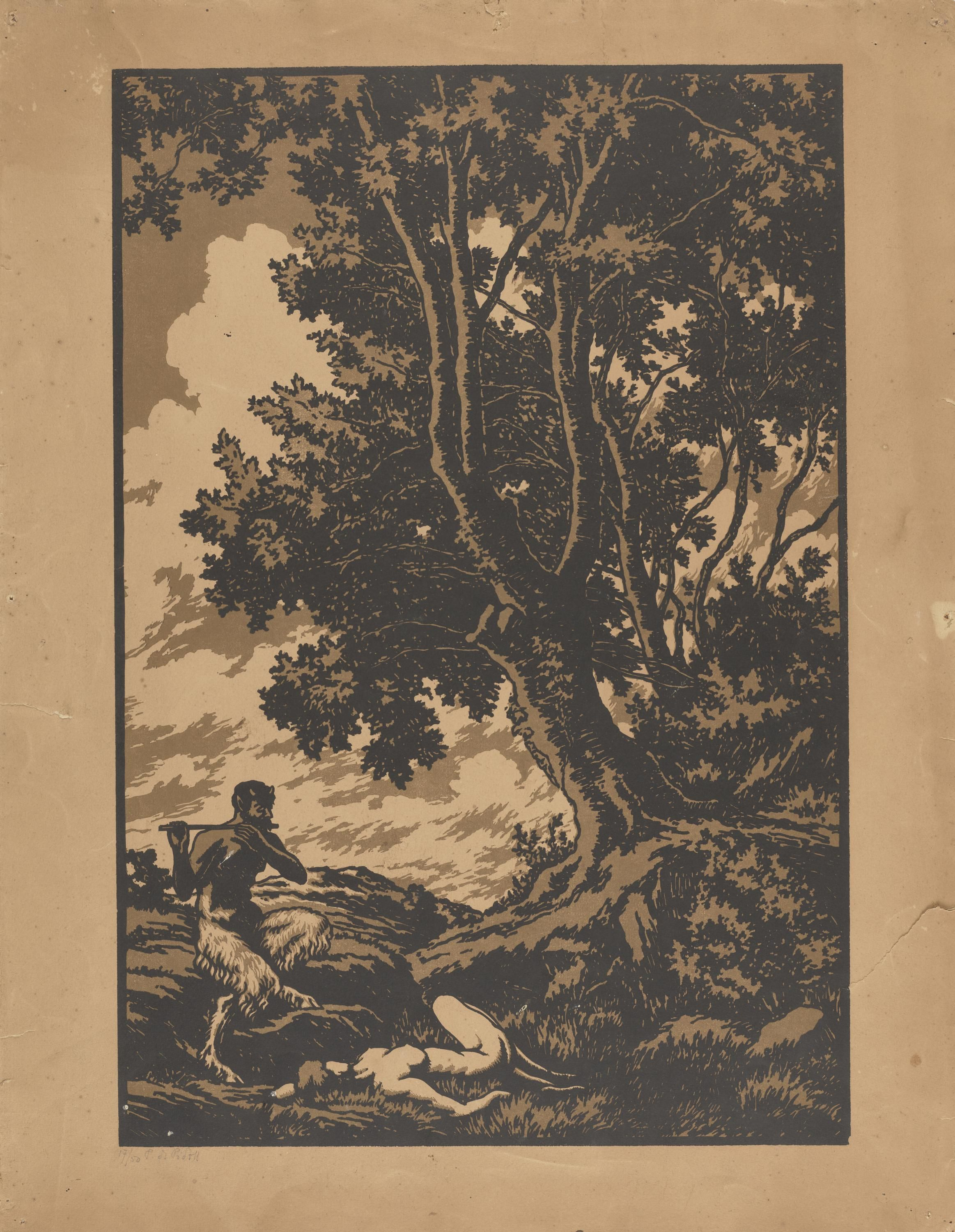
Satyr: Musicus en nimf in een boslandschap
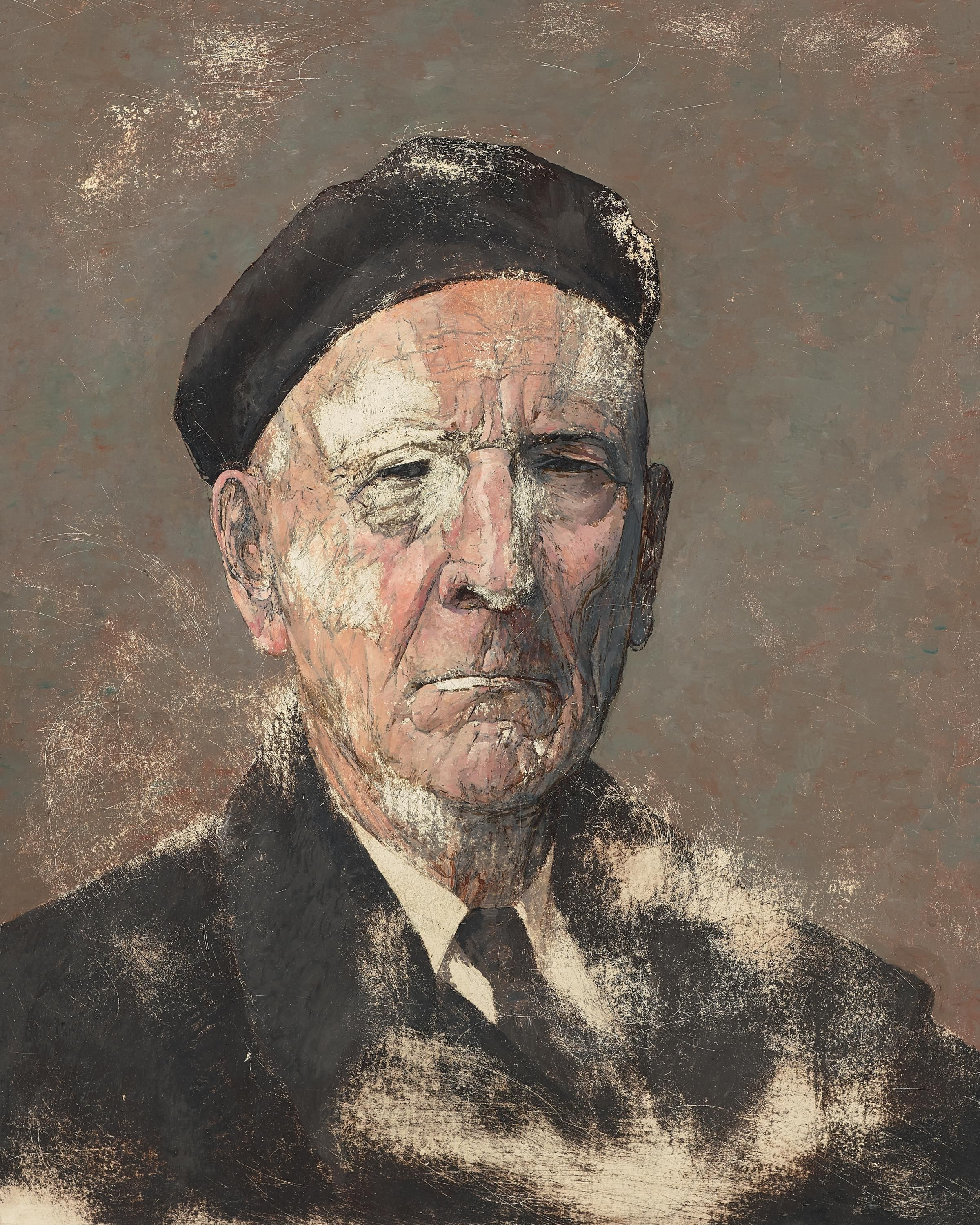
Portret
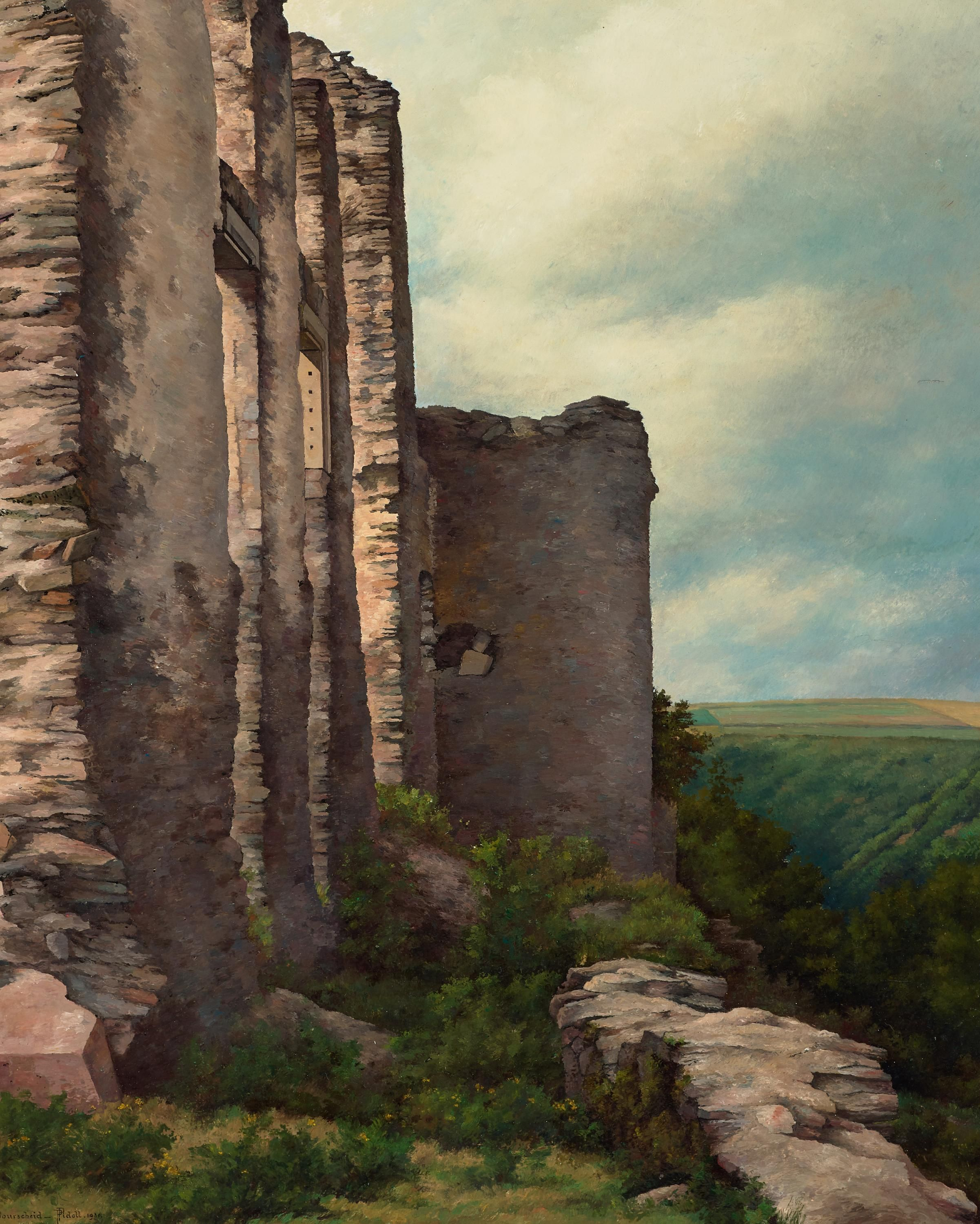
Ruïne van het kasteel van Bourscheid
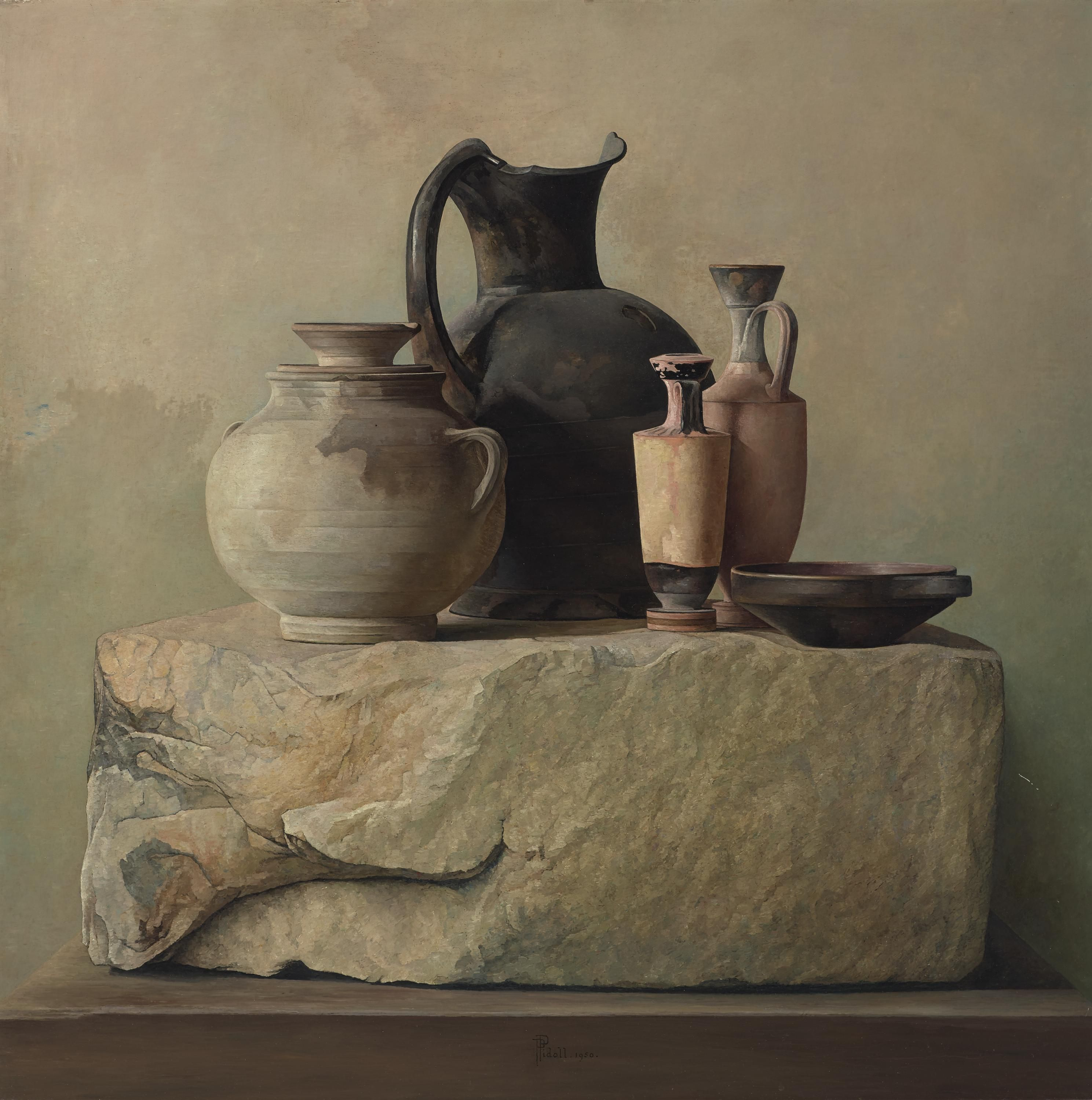
Stilleven met zwarte kroeg

- Bibliothèque nationale de France: cb12449792j (data)
- Gemeinsame Normdatei: 1140055410
- International Standard Name Identifier: 0000 0003 5931 2829
- Library of Congress Control Number: no2003057394
- Musée national d'archéologie, d'histoire et d'art: lkl000267
- Nederlandse Thesaurus van Auteursnamen: 070777047
- Système universitaire de documentation: 033652988
- Virtual International Authority File: 218170987
- WorldCat: E39PBJkD9JJjCPY3DQ77Yx3WjC